# Макарин, Крешимир
Крешимир Макарин (хорв. Krešimir Makarin; 7 января 1987, Риека, СФРЮ) — хорватский футболист, нападающий клуба «Загора» (Унешич).

## Биография

### Клубная карьера
Начал профессиональную карьеру в клубе «Шибеник».
В 2005 году перешёл в сплитский «Хайдук». Позже выступал на правах аренды за клубы «Камен Инград» и «Пула». В 2008 году вернулся «Шибеник» на правах аренды и сыграл в 4 матча, в которых забил 2 гола. Всего за «Хайдук» в чемпионате Хорватии сыграл в 11 матчах, в которых забил всего 1 мяч.
В 2009 году перешёл в «Цибалию», а после в «Шибеник». Затем играл в клубах из низших дивизионов Хорватии — «Солин» и «Крка Лозовац», а с 2012 года защищает цвета клуба «Загора» из города Унешич.

### Карьера в сборной
В 2003 году выступал за юношескую сборную Хорватии до 17 лет, в составе которой забил 6 мячей в 5 матчах. За сборную до 19 лет провёл 13 матчей и забил 5 мячей.